# Тефида
Тефи́да, она же Те́фия, Тетия, Тифия или Тетис (др.-греч. Τηθύς) — в древнегреческой мифологии одно из древнейших божеств, титанида, дочь Урана и Геи, супруга своего брата Океана, с которым породила три тысячи сыновей — речных потоков и три тысячи дочерей — океанид.

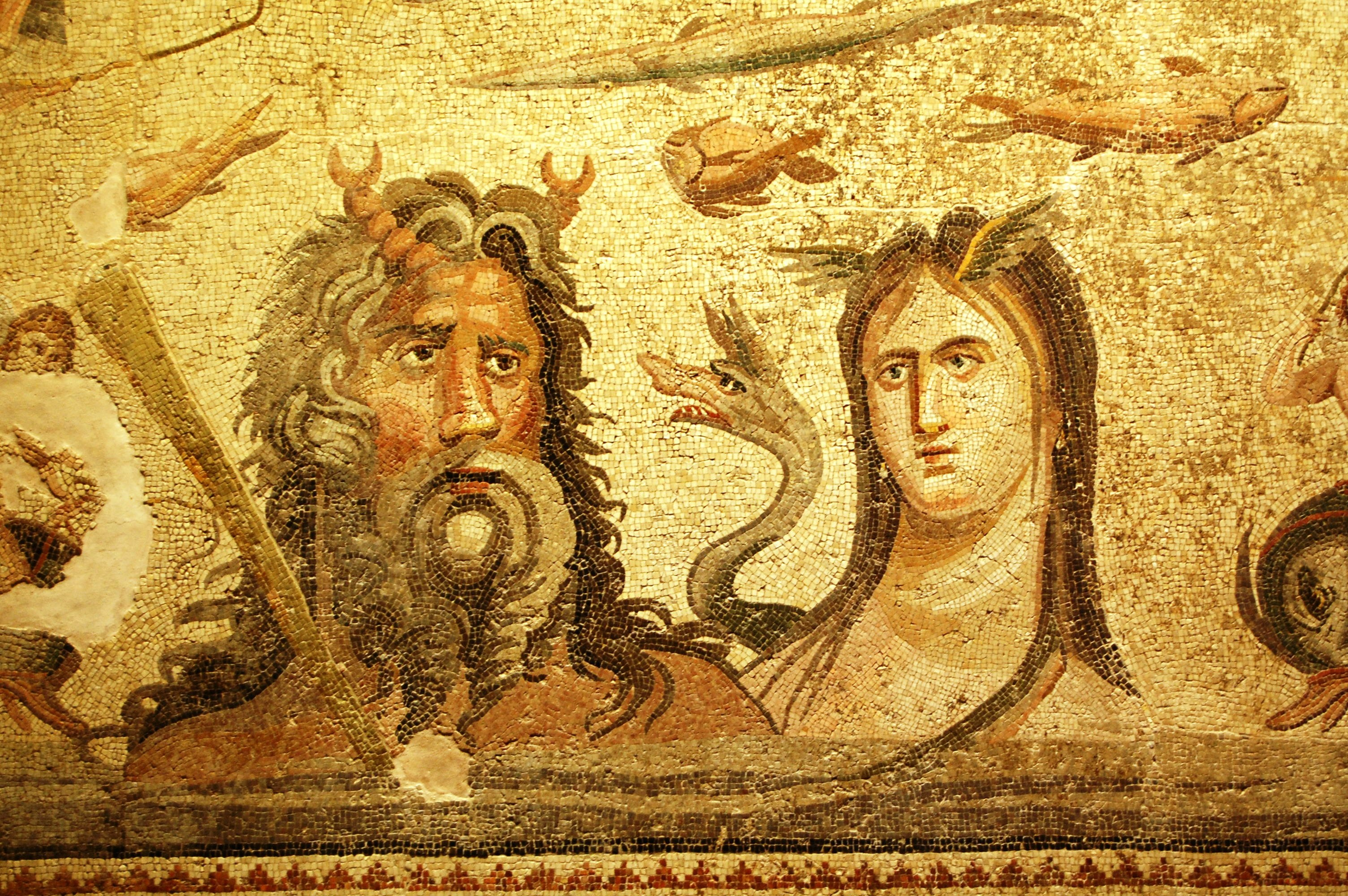
Океан и Тефида

Среди детей Тефиды — Ладон, бог реки в Аркадии, речные божества Ахелой и Инах. По орфикам, мать Нерея, Тавманта, Форкия и его сестры-жены Кето (от Понта). Тефида — кормилица Геры. У орфиков именуется «совоокой», матерью Афродиты.
На плодовитость Тефиды и заботы её о потомстве указывает её имя, предположительно связанное с индоевропейским tçta, «мать» (ср. греч. τήθη, «бабушка», τηθίς, «тётка»). По другой гипотезе, имя происходит из угаритского Ta(m)tu «океан». Считалась богиней, дающей жизнь всему существующему.
Тефида и Океан обитают на краю света, и туда не раз, чтобы примирить ссорившихся супругов, отправлялась Гера, которую они по просьбе Реи приютили во время борьбы Зевса с Кроном.
У поздних поэтов Тефида — просто эпитет моря.

## Дети
- Климена
- Амалфея
- Амфитрита
- Немесида
- Метида
- Тюхе
- Филира
- Эфра
- Плейона
- Евринома
- Асия
- Хрисеида
- Пейто
- Рода
- Плуто
- Гесиона
- Дорида
- Клития
- Каллироя
- Энипей
- Телеста
- Идия
- Перибея
- Акаста
- Волви
- Кето
- Зеуксо
- Термес
- Симеф
- Филлид
- Кидн
- Кладей
- Кремет
- Клитумн
- Кефисс
- Каистр
- Исмен
- Герм
- Гидасп
- Гебр
- Галиакмон
- Греник
- Борисфен
- Бафир
- Брикон
- Гелиссон[лит.]
- Эрасин
- Асканий
- Апидан
- Анаур
- Анигр
- Анап
- Амнис
- Фазис
- Окироя
- Альмон
- Галаксаура
- Гиппо
- Астероидея
- Бероя
- Клития
- Корифа
- Додона
- Эвагореис
- Эудорэ
- Эван
- Эвпаратес
- Гандж
- Пактолия
- Серза
- Амхиро или Ампхиро
- Плаксура
- Тоэ
- Ланире
- Арндж
- Ксанфа
- Милоборисса